# Bactrocera amplexa
Bactrocera amplexa är en tvåvingeart som först beskrevs av Munro 1984.  Bactrocera amplexa ingår i släktet Bactrocera och familjen borrflugor. Inga underarter finns listade.